# Hadjač
Hadjač (in ucraino Гадяч?) è una città ucraina (22 851 abitanti) nel distretto di Myrhorod, nell'oblast' di Poltava. Ospita l'amministrazione della comunità territoriale di Hadjač, una delle comunità territoriali dell'Ucraina.
Fino al 18 luglio 2020 Hadjač costituiva una città di rilevanza regionale e non apparteneva ad alcun distretto, anche se era il centro amministrativo del distretto di Hadjač. Come parte della riforma amministrativa dell'Ucraina, che ridusse a quattro il numero di distretti dell'oblast' di Poltava, la città fu integrata nel distretto di Myrhorod.
Il 16 settembre 1658 vi fu firmato un trattato tra la Confederazione polacco-lituana e i cosacchi.